# Ахметшин, Руслан Анбарбикович
Руслан Анбарбикович Ахметшин (12 апреля 1961) — советский и российский футболист, выступавший на позиции защитника. Рекордсмен астраханского «Волгаря» по числу сыгранных матчей (497).

## Биография
Начал заниматься футболом в группе подготовки "Смена" при команде мастеров астраханского «Волгаря»у тренера Г.И. Бледных. В 18-летнем возрасте начал выступать за взрослую команду своего клуба во второй лиге. После восьми сезонов в составе «Волгаря» в 1987 году перешёл в волгоградский «Ротор» и провёл 8 матчей в первой лиге, но по окончании сезона вернулся в Астрахань. В 1993—1994 годах выступал за другую астраханскую команду — «Астратекс», затем снова вернулся в «Волгарь», где и завершил профессиональную карьеру в 35-летнем возрасте. В конце карьеры играл на любительском уровне за «Судостроитель».
Всего в составе «Волгаря» провёл 15 сезонов, за это время сыграл 497 матчей в первенствах страны (согласно другим источникам — 493 или 487) и забил 6 голов. Является рекордсменом клуба по числу проведённых матчей за всю историю. Также сыграл не менее 18 матчей в Кубках СССР и России.
После окончания спортивной карьеры работает в Астрахани детским тренером, по состоянию на 2017 год тренирует команду 2005 года рождения. Принимает участие в матчах ветеранов. В 2000-х годах был футбольным арбитром, обслуживал матчи второго дивизиона и любительского первенства, имеет первую судейскую категорию. В данный момент является одним из тренеров школы «Волгаря».